# Bergs naturskog
Bergs naturskog är ett naturreservat i Gällareds och Okome socknar i Falkenbergs kommun i Halland. Det har en yta på 140 hektar och är skyddat sedan 1992. Den ersatte då det tidigare naturreservatet Bergs urskog. Naturreservatet är ett ädellövskogsområdet med många rödlistade lavar.
Bergs naturskog är även efter regeringsbeslut 1995 ett natura 2000-område.
Inom reservatet ligger Stora Pipsjön och genom det rinner ån Ätran.